# Ансекюла
Ансекюла (ест. Anseküla) — село в Естонії, входить до складу волості Сальме, повіту Сааремаа.

## Галерея

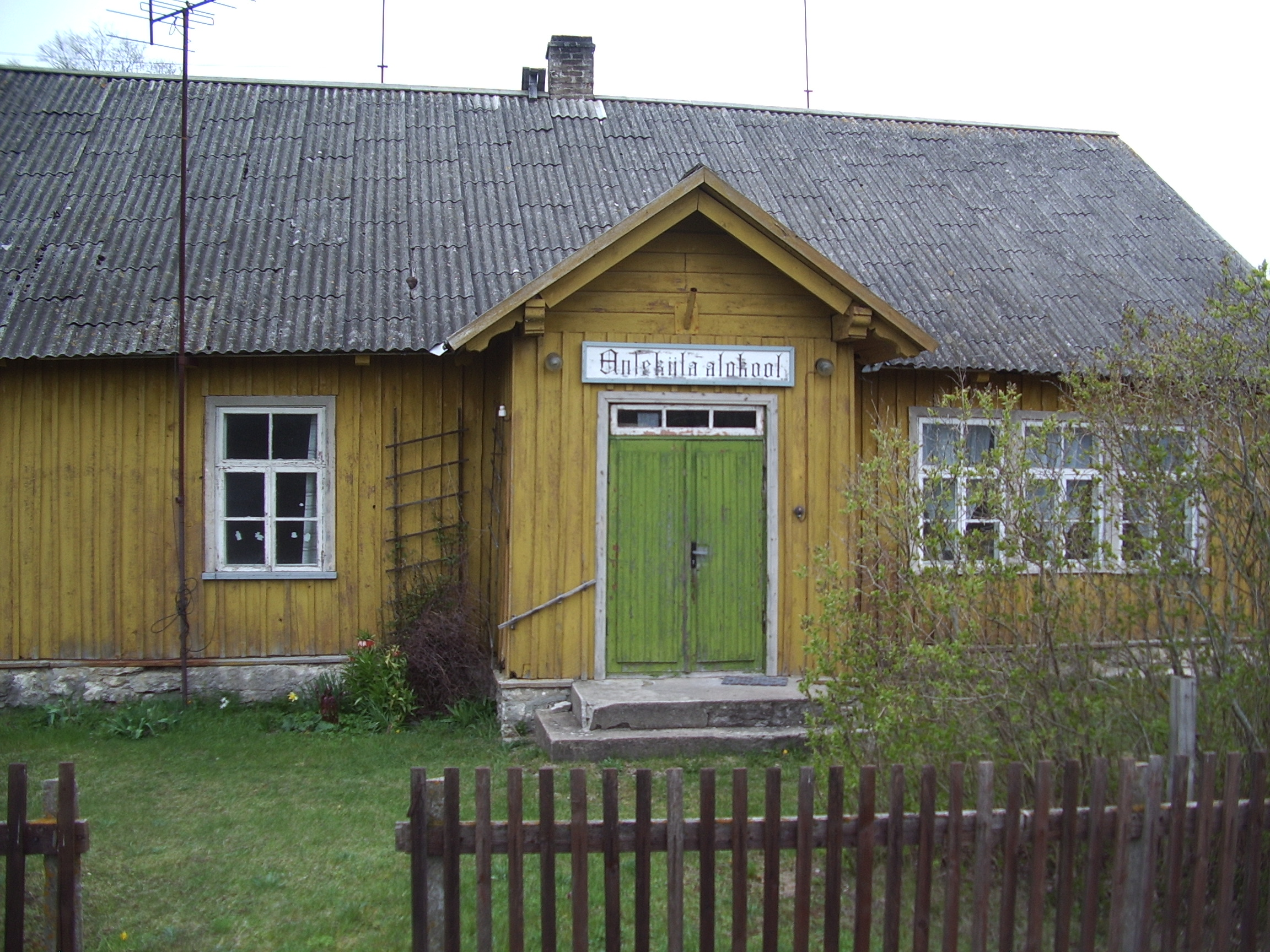
Колишня початкова школа
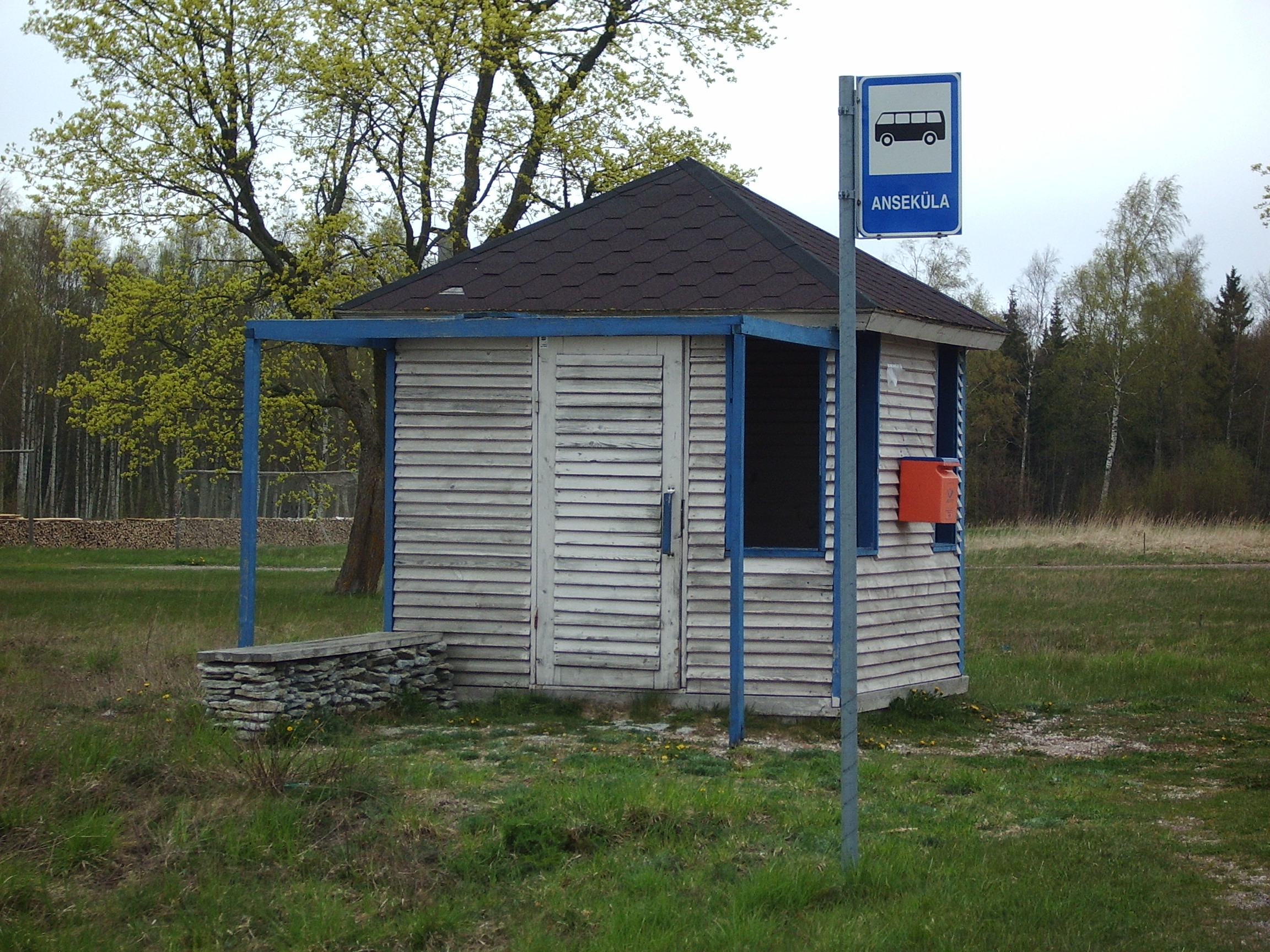
Автобусна зупинка
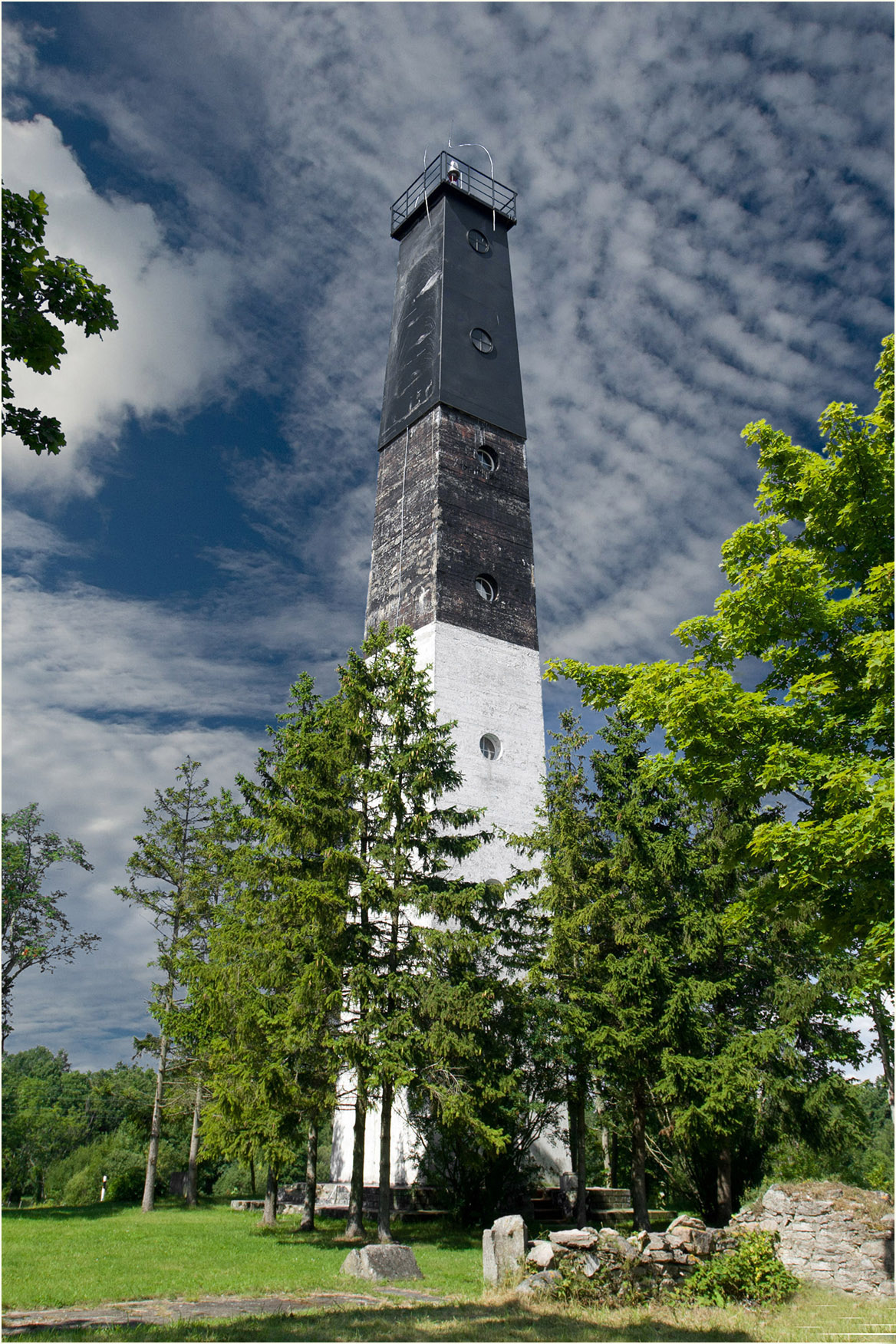
Маяк Ансекюла

| Естонія | Це незавершена стаття з географії Естонії. Ви можете допомогти проєкту, виправивши або дописавши її. |

1. ↑  http://metaweb.stat.ee/get_classificator_file.htm?id=4412334&siteLanguage=et
2. ↑  Land and Spatial Development Board — 1990.